# الاتحاد الوطني للتقدم الديمقراطي
الاتحاد الوطني للتقدم الديمقراطي هو حزب سياسي في ليبيريا. أسسه برنس يورمي جونسون، عضو مجلس الشيوخ عن مقاطعة نيمبا والرئيس السابق للجبهة الوطنية المستقلة الوطنية في ليبيريا، لخوض الانتخابات الرئاسية والتشريعية لعام 2011.

## روابط خارجية
- الموقع الرسمي للحملة